# Zombi (игра, 1986)
Zombi (с фр. — «Зомби») — компьютерная игра в жанре action-adventure, разработанная и изданная Ubisoft в 1986 году для компьютеров Amstrad CPC во Франции. Позднее игра вышла в Европе и Северной Америке на многих других домашних компьютерах, таких как Commodore 64, ZX Spectrum, Amiga, а также на PC под управлением MS-DOS.
Это первая игра, выпущенная компанией Ubisoft.
В 2012 году был выпущен ремейк игры под названием ZombiU.

## Сюжет

Игровой процесс Zombi, версия для ZX Spectrum; Сильви спустилась в здание и на неё напал зомби.

Игрок берёт на себя роль четырёх выживших, которые садятся на вертолёте на крышу супермаркета, в надежде найти укрытие от заполонивших город зомби. Героям нужно пробиться сквозь живых мертвецов, чтобы раздобыть бензин и спастись.

## Оценки
| Иноязычные издания | Иноязычные издания | Иноязычные издания | Иноязычные издания |
| Издание            | Оценка             | Оценка             | Оценка             |
| Издание            | Amiga              | Amstrad CPC        | ZX Spectrum        |
| ------------------ | ------------------ | ------------------ | ------------------ |
| ACE                | 860                |                    |                    |
| Crash              |                    |                    | 81 %               |
| Tilt               |                    | [ 6 ]              |                    |